# Super Bowl

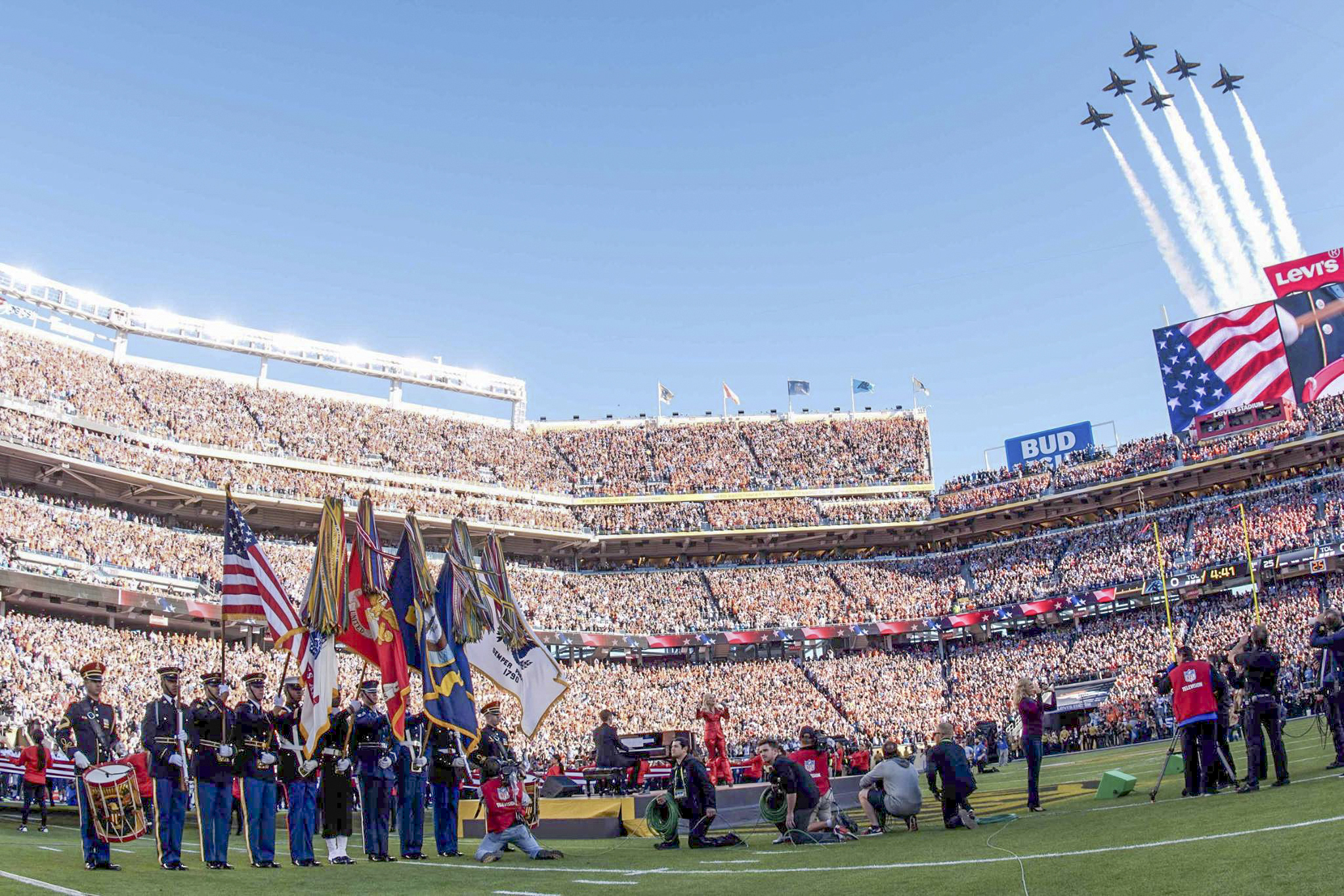
Abschluss der Eröffnungsfeier des Super Bowls 50 mit Lady Gaga, Vertretern der Streitkräfte und der Fliegerstaffel der US Navy, den Blue Angels (2016).

Der oder die Super Bowl ([ˈsuːpɚ ˈboʊ̯l], auch Superbowl) ist das Finale der US-amerikanischen American-Football-Profiliga National Football League (NFL). Er findet seit der Erweiterung von 17 auf 18 Spieltage (Saison 2021) in der Regel nicht mehr am ersten, sondern am zweiten Sonntag im Februar statt. Der Super Bowl ist eines der größten Einzelsportereignisse der Welt und erreicht in den Vereinigten Staaten regelmäßig die höchsten Fernseheinschaltquoten des Jahres. Neben dem eigentlichen Spiel sorgen diverse Festivitäten für das große Interesse an diesem Sportereignis. Einer der Höhepunkte ist die Halbzeitpause, in der jedes Jahr spektakuläre Aufführungen u. a. mit bekannten Musikern geboten werden; dabei wird von der Halftimeshow gesprochen. Das Spiel und die umrahmenden Festivitäten werden zusammen Super Bowl Sunday genannt.

## Entwicklung
1920 wurde die American Professional Football Association gegründet, aus der die heutige NFL entstand. Erster Ligameister wurden die Akron Pros, die die Regular Season mit acht Siegen gewannen: Playoffs nach heutigem Vorbild gab es damals nicht. Erst ab 1933 gab es das erste NFL Championship Game, in dem der Meister der Western Conference, die Chicago Bears, den Ostmeister New York Giants mit 23:21 schlugen. In der Vorsaison gab es erstmals ein Entscheidungsspiel um die Meisterschaft, da die beiden besten Teams die gleiche Bilanz erspielt hatten. Bis 1966 spielte die NFL ihre eigene Meisterschaft aus.
Der erste Super Bowl nach heutigem Vorbild wurde 1967 als AFL-NFL World Championship Game ausgetragen, in dem erstmals der Sieger der traditionellen NFL gegen den Sieger der jüngeren und rivalisierenden American Football League (AFL) antrat. Nach der 1970 vollzogenen Fusion beider Ligen treten seitdem die Sieger der beiden Conferences American Football Conference und National Football Conference im Super Bowl gegeneinander an.
Der Begriff Super Bowl wurde 1967 durch eine Wortspielerei von Lamar Hunt, dem Eigentümer der Kansas City Chiefs, erfunden, als er seine Tochter mit einem Spielzeug namens Super Ball spielen sah. Er steht in Tradition zu den Endspielen im College-Football, die seit den 1920ern Bowl Games genannt wurden. Dabei ist z. B. „die Rose Bowl“ die 1922 fertiggestellte schüsselförmige Spielstätte, und „der Rose Bowl“ das Spiel bzw. der gewonnene Titel, der durch die Leishman Trophy verkörpert wird.
Seit 1969 wird die Benennung Super Bowl offiziell für das Finale verwendet, und die zwei bis dahin ausgetragenen AFL-NFL World Championship Games von 1967 und 1968 im Nachhinein als Super Bowl I und II geführt. Für die Nummerierung werden römische Zahlen verwendet. Ausgenommen davon ist der 50. Super Bowl (2016), der als Super Bowl 50 bezeichnet wird. Danach folgt wieder die übliche Nummerierung.
Der Austragungsort wird in der Regel bereits auf drei bis fünf Jahre im Voraus festgelegt. Vorwiegend findet das Spiel in den südlichen Bundesstaaten der USA statt, da dort zu Beginn des Jahres angenehmere klimatische Verhältnisse als im Rest der Vereinigten Staaten vorherrschen, was besonders dem Rahmenprogramm im Vorfeld zugutekommt. Für das eigentliche Spiel stünden auch im Norden genug Hallenstadien zur Verfügung.
Im Jahr 2017 wurde der Super Bowl zum ersten Mal in der Geschichte in der Verlängerung entschieden. Im Jahr 2021 waren die Tampa Bay Buccaneers die erste Mannschaft, die sich für einen Super Bowl im heimischen Stadion qualifizierten; sie gewannen zudem.
Die beiden Teilnehmer erhalten jeweils 17,5 % des Ticketkontingents, 5 % das veranstaltende Team und 34,8 % die restlichen 29 NFL-Teams. Der Rest des Kontingents wird durch die NFL verlost, es werden keine Karten an den Veranstalter abgegeben.

## Liste der Super-Bowl-Spiele
AFL-NFL Championships:
| Nr. | Datum         | Sieger             | Verlierer          | Ergebnis | Siegende Liga | Ort         | Stadion                       | MVP *          |
| --- | ------------- | ------------------ | ------------------ | -------- | ------------- | ----------- | ----------------------------- | -------------- |
| I   | 15. Jan. 1967 | Green Bay Packers  | Kansas City Chiefs | 35:10    | NFL           | Los Angeles | Los Angeles Memorial Coliseum | Bart Starr     |
| II  | 14. Jan. 1968 | Green Bay Packers  | Oakland Raiders    | 33:14    | NFL           | Miami       | Orange Bowl Stadium           | Bart Starr (2) |
| III | 12. Jan. 1969 | New York Jets      | Baltimore Colts    | 16:70    | AFL           | Miami       | Orange Bowl Stadium           | Joe Namath     |
| IV  | 11. Jan. 1970 | Kansas City Chiefs | Minnesota Vikings  | 23:70    | AFL           | New Orleans | Tulane Stadium                | Len Dawson     |

Ergebnis zwischen den Ligen: NFL: 2 Siege, AFL 2 Siege.
NFL Championships:
| Nr.     | Datum         | Sieger (Conference Rang Ende regulärer Saison) | Verlierer (Conference Rang Ende regulärer Saison) | Ergebnis | Siegende Conference | Ort             | Stadion                       | MVP                 |
| ------- | ------------- | ---------------------------------------------- | ------------------------------------------------- | -------- | ------------------- | --------------- | ----------------------------- | ------------------- |
| V       | 17. Jan. 1971 | Baltimore Colts (1)                            | Dallas Cowboys (3)                                | 16:13    | AFC                 | Miami           | Orange Bowl Stadium           | Chuck Howley        |
| VI      | 16. Jan. 1972 | Dallas Cowboys (2)                             | Miami Dolphins (2)                                | 24:30    | NFC                 | New Orleans     | Tulane Stadium                | Roger Staubach      |
| VII     | 14. Jan. 1973 | Miami Dolphins (1)                             | Washington Redskins (1)                           | 14:70    | AFC                 | Los Angeles     | Los Angeles Memorial Coliseum | Jake Scott          |
| VIII    | 13. Jan. 1974 | Miami Dolphins (1)                             | Minnesota Vikings (1)                             | 24:70    | AFC                 | Houston         | Rice Stadium                  | Larry Csonka        |
| IX      | 12. Jan. 1975 | Pittsburgh Steelers (3)                        | Minnesota Vikings (1)                             | 16:60    | AFC                 | New Orleans     | Tulane Stadium                | Franco Harris       |
| X       | 18. Jan. 1976 | Pittsburgh Steelers (1)                        | Dallas Cowboys (4)                                | 21:17    | AFC                 | Miami           | Orange Bowl Stadium           | Lynn Swann          |
| XI      | 9. Jan. 1977  | Oakland Raiders (1)                            | Minnesota Vikings (1)                             | 32:14    | AFC                 | Pasadena        | Rose Bowl                     | Fred Biletnikoff    |
| XII     | 15. Jan. 1978 | Dallas Cowboys (1)                             | Denver Broncos (1)                                | 27:10    | NFC                 | New Orleans     | Louisiana Superdome           | Harvey Martin       |
| XII     | 15. Jan. 1978 | Dallas Cowboys (1)                             | Denver Broncos (1)                                | 27:10    | NFC                 | New Orleans     | Louisiana Superdome           | Randy White         |
| XIII    | 21. Jan. 1979 | Pittsburgh Steelers (1)                        | Dallas Cowboys (2)                                | 35:31    | AFC                 | Miami           | Orange Bowl Stadium           | Terry Bradshaw      |
| XIV     | 20. Jan. 1980 | Pittsburgh Steelers (2)                        | Los Angeles Rams (3)                              | 31:19    | AFC                 | Pasadena        | Rose Bowl                     | Terry Bradshaw (2)  |
| XV      | 25. Jan. 1981 | Oakland Raiders (4)                            | Philadelphia Eagles (2)                           | 27:10    | AFC                 | New Orleans     | Louisiana Superdome           | Jim Plunkett        |
| XVI     | 24. Jan. 1982 | San Francisco 49ers (1)                        | Cincinnati Bengals (1)                            | 26:21    | NFC                 | Pontiac         | Pontiac Silverdome            | Joe Montana         |
| XVII    | 30. Jan. 1983 | Washington Redskins (1)                        | Miami Dolphins (2)                                | 27:17    | NFC                 | Pasadena        | Rose Bowl                     | John Riggins        |
| XVIII   | 22. Jan. 1984 | Los Angeles Raiders (1)                        | Washington Redskins (1)                           | 38:90    | AFC                 | Tampa           | Tampa Stadium                 | Marcus Allen        |
| XIX     | 20. Jan. 1985 | San Francisco 49ers (1)                        | Miami Dolphins (1)                                | 38:16    | NFC                 | Stanford        | Stanford Stadium              | Joe Montana (2)     |
| XX      | 26. Jan. 1986 | Chicago Bears (1)                              | New England Patriots (5)                          | 46:10    | NFC                 | New Orleans     | Louisiana Superdome           | Richard Dent        |
| XXI     | 25. Jan. 1987 | New York Giants (1)                            | Denver Broncos (2)                                | 39:20    | NFC                 | Pasadena        | Rose Bowl                     | Phil Simms          |
| XXII    | 31. Jan. 1988 | Washington Redskins (3)                        | Denver Broncos (1)                                | 42:10    | NFC                 | San Diego       | Jack Murphy Stadium           | Doug Williams       |
| XXIII   | 22. Jan. 1989 | San Francisco 49ers (2)                        | Cincinnati Bengals (1)                            | 20:16    | NFC                 | Miami Gardens   | Joe Robbie Stadium            | Jerry Rice          |
| XXIV    | 28. Jan. 1990 | San Francisco 49ers (1)                        | Denver Broncos (1)                                | 55:10    | NFC                 | New Orleans     | Louisiana Superdome           | Joe Montana (3)     |
| XXV     | 27. Jan. 1991 | New York Giants (2)                            | Buffalo Bills (1)                                 | 20:19    | NFC                 | Tampa           | Tampa Stadium                 | Ottis Anderson      |
| XXVI    | 26. Jan. 1992 | Washington Redskins (1)                        | Buffalo Bills (1)                                 | 37:24    | NFC                 | Minneapolis     | Metrodome                     | Mark Rypien         |
| XXVII   | 31. Jan. 1993 | Dallas Cowboys (2)                             | Buffalo Bills (4)                                 | 52:17    | NFC                 | Pasadena        | Rose Bowl                     | Troy Aikman         |
| XXVIII  | 30. Jan. 1994 | Dallas Cowboys (1)                             | Buffalo Bills (1)                                 | 30:13    | NFC                 | Atlanta         | Georgia Dome                  | Emmitt Smith        |
| XXIX    | 29. Jan. 1995 | San Francisco 49ers (1)                        | San Diego Chargers (2)                            | 49:26    | NFC                 | Miami Gardens   | Joe Robbie Stadium            | Steve Young         |
| XXX     | 28. Jan. 1996 | Dallas Cowboys (1)                             | Pittsburgh Steelers (2)                           | 27:17    | NFC                 | Tempe           | Sun Devil Stadium             | Larry Brown         |
| XXXI    | 26. Jan. 1997 | Green Bay Packers (1)                          | New England Patriots (2)                          | 35:21    | NFC                 | New Orleans     | Louisiana Superdome           | Desmond Howard      |
| XXXII   | 25. Jan. 1998 | Denver Broncos (4)                             | Green Bay Packers (2)                             | 31:24    | AFC                 | San Diego       | Qualcomm Stadium              | Terrell Davis       |
| XXXIII  | 31. Jan. 1999 | Denver Broncos (1)                             | Atlanta Falcons (2)                               | 34:19    | AFC                 | Miami Gardens   | Pro Player Stadium            | John Elway          |
| XXXIV   | 30. Jan. 2000 | St. Louis Rams (1)                             | Tennessee Titans (4)                              | 23:16    | NFC                 | Atlanta         | Georgia Dome                  | Kurt Warner         |
| XXXV    | 28. Jan. 2001 | Baltimore Ravens (4)                           | New York Giants (1)                               | 34:70    | AFC                 | Tampa           | Raymond James Stadium         | Ray Lewis           |
| XXXVI   | 3. Feb. 2002  | New England Patriots (2)                       | St. Louis Rams (1)                                | 20:17    | AFC                 | New Orleans     | Louisiana Superdome           | Tom Brady           |
| XXXVII  | 26. Jan. 2003 | Tampa Bay Buccaneers (2)                       | Oakland Raiders (1)                               | 48:21    | NFC                 | San Diego       | Qualcomm Stadium              | Dexter Jackson      |
| XXXVIII | 1. Feb. 2004  | New England Patriots (1)                       | Carolina Panthers (3)                             | 32:29    | AFC                 | Houston         | Reliant Stadium               | Tom Brady (2)       |
| XXXIX   | 6. Feb. 2005  | New England Patriots (2)                       | Philadelphia Eagles (1)                           | 24:21    | AFC                 | Jacksonville    | ALLTEL Stadium                | Deion Branch        |
| XL      | 5. Feb. 2006  | Pittsburgh Steelers (6)                        | Seattle Seahawks (1)                              | 21:10    | AFC                 | Detroit         | Ford Field                    | Hines Ward          |
| XLI     | 4. Feb. 2007  | Indianapolis Colts (3)                         | Chicago Bears (1)                                 | 29:17    | AFC                 | Miami Gardens   | Dolphin Stadium               | Peyton Manning      |
| XLII    | 3. Feb. 2008  | New York Giants (5)                            | New England Patriots (1)                          | 17:14    | NFC                 | Glendale        | University of Phoenix Stadium | Eli Manning         |
| XLIII   | 1. Feb. 2009  | Pittsburgh Steelers (2)                        | Arizona Cardinals (4)                             | 27:23    | AFC                 | Tampa           | Raymond James Stadium         | Santonio Holmes     |
| XLIV    | 7. Feb. 2010  | New Orleans Saints (1)                         | Indianapolis Colts (1)                            | 31:17    | NFC                 | Miami Gardens   | Dolphin Stadium               | Drew Brees          |
| XLV     | 6. Feb. 2011  | Green Bay Packers (6)                          | Pittsburgh Steelers (2)                           | 31:25    | NFC                 | Arlington       | Cowboys Stadium               | Aaron Rodgers       |
| XLVI    | 5. Feb. 2012  | New York Giants (4)                            | New England Patriots (1)                          | 21:17    | NFC                 | Indianapolis    | Lucas Oil Stadium             | Eli Manning (2)     |
| XLVII   | 3. Feb. 2013  | Baltimore Ravens (4)                           | San Francisco 49ers (2)                           | 34:31    | AFC                 | New Orleans     | Mercedes-Benz Superdome       | Joe Flacco          |
| XLVIII  | 2. Feb. 2014  | Seattle Seahawks (1)                           | Denver Broncos (1)                                | 43:80    | NFC                 | East Rutherford | MetLife Stadium               | Malcolm Smith       |
| XLIX    | 1. Feb. 2015  | New England Patriots (1)                       | Seattle Seahawks (1)                              | 28:24    | AFC                 | Glendale        | University of Phoenix Stadium | Tom Brady (3)       |
| 50      | 7. Feb. 2016  | Denver Broncos (1)                             | Carolina Panthers (1)                             | 24:10    | AFC                 | Santa Clara     | Levi’s Stadium                | Von Miller          |
| LI      | 5. Feb. 2017  | New England Patriots (1)                       | Atlanta Falcons (2)                               | 34:28 OT | AFC                 | Houston         | NRG Stadium                   | Tom Brady (4)       |
| LII     | 4. Feb. 2018  | Philadelphia Eagles (1)                        | New England Patriots (1)                          | 41:33    | NFC                 | Minneapolis     | U.S. Bank Stadium             | Nick Foles          |
| LIII    | 3. Feb. 2019  | New England Patriots (2)                       | Los Angeles Rams (2)                              | 13:30    | AFC                 | Atlanta         | Mercedes-Benz Stadium         | Julian Edelman      |
| LIV     | 2. Feb. 2020  | Kansas City Chiefs (2)                         | San Francisco 49ers (1)                           | 31:20    | AFC                 | Miami Gardens   | Hard Rock Stadium             | Patrick Mahomes     |
| LV      | 7. Feb. 2021  | Tampa Bay Buccaneers (5)                       | Kansas City Chiefs (1)                            | 31:90    | NFC                 | Tampa           | Raymond James Stadium         | Tom Brady (5)       |
| LVI     | 13. Feb. 2022 | Los Angeles Rams (4)                           | Cincinnati Bengals (4)                            | 23:20    | NFC                 | Inglewood       | SoFi Stadium                  | Cooper Kupp         |
| LVII    | 12. Feb. 2023 | Kansas City Chiefs (1)                         | Philadelphia Eagles (1)                           | 38:35    | AFC                 | Glendale        | State Farm Stadium            | Patrick Mahomes (2) |
| LVIII   | 11. Feb. 2024 | Kansas City Chiefs (3)                         | San Francisco 49ers (1)                           | 25:22 OT | AFC                 | Paradise        | Allegiant Stadium             | Patrick Mahomes (3) |
| LIX     | 9. Feb. 2025  | Philadelphia Eagles (2)                        | Kansas City Chiefs (1)                            | 40:22    | NFC                 | New Orleans     | Caesars Superdome             | Jalen Hurts         |
| LX      | 8. Feb. 2026  |                                                |                                                   |          |                     | Santa Clara     | Levi’s Stadium                |                     |
| LXI     | 14. Feb. 2027 |                                                |                                                   |          |                     | Inglewood       | SoFi Stadium                  |                     |
| LXII    | 13. Feb. 2028 |                                                |                                                   |          |                     | Atlanta         | Mercedes-Benz Stadium         |                     |

## Statistik
Mit sechs Siegen sind die Pittsburgh Steelers und die New England Patriots die erfolgreichsten Teams des Super Bowls, gefolgt von den San Francisco 49ers und den Dallas Cowboys mit je fünf Siegen. Die New England Patriots haben insgesamt elfmal am Super Bowl teilgenommen, gefolgt von den Pittsburgh Steelers, den Dallas Cowboys, den San Francisco 49ers und den Denver Broncos mit je acht Teilnahmen.
Den Rekord für die meisten Siege in der Geschichte des Super Bowls als Person hält der Head-Coach der New England Patriots Bill Belichick mit insgesamt acht Erfolgen (zwei Siege mit den New York Giants und sechs Siege mit den New England Patriots). Als Spieler kommt Tom Brady auf sieben Siege (sechs mit den New England Patriots und einen mit den Tampa Bay Buccaneers), gefolgt von Charles Haley mit fünf Siegen (zwei mit den San Francisco 49ers und drei mit den Dallas Cowboys zwischen 1989 und 1996).
Die einzigen Teams, die noch keine Teilnahme an einem Super Bowl aufweisen können, sind die Cleveland Browns, die Detroit Lions, die Houston Texans und die Jacksonville Jaguars.
Die Liste der Fernsehübertragungen mit den höchsten Zuschauerzahlen im nordamerikanischen Fernsehen wird von acht Super Bowls angeführt (Stand: 2022). Nur die letzte Episode von M*A*S*H aus dem Jahre 1983 verhindert, dass die Top-10 ausschließlich aus Super Bowls besteht. Das Eiskunstlauf-Duell zwischen Nancy Kerrigan und Tonya Harding bei den Olympischen Winterspielen 1994 ist das Sportereignis, das den Zuschauerzahlen der Super Bowls am nächsten kam.
| Team                                                                                       | Siege | Niederlagen | Teilnahmen | letzter Sieg     |
| ------------------------------------------------------------------------------------------ | ----- | ----------- | ---------- | ---------------- |
| New England Patriots                                                                       | 6     | 5           | 11         | 3. Februar 2019  |
| Pittsburgh Steelers                                                                        | 6     | 2           | 8          | 1. Februar 2009  |
| Dallas Cowboys                                                                             | 5     | 3           | 8          | 28. Januar 1996  |
| San Francisco 49ers                                                                        | 5     | 3           | 8          | 29. Januar 1995  |
| Kansas City Chiefs                                                                         | 4     | 3           | 7          | 11. Februar 2024 |
| Green Bay Packers                                                                          | 4     | 1           | 5          | 6. Februar 2011  |
| New York Giants                                                                            | 4     | 1           | 5          | 5. Februar 2012  |
| Denver Broncos                                                                             | 3     | 5           | 8          | 7. Februar 2016  |
| Las Vegas Raiders (Oakland Raiders 1960–1981, 1995–2019) (Los Angeles Raiders 1982–1994)   | 3     | 2           | 5          | 22. Januar 1984  |
| Washington Commanders (Washington Football Team 2020–2021) (Washington Redskins 1937–2019) | 3     | 2           | 5          | 26. Januar 1992  |
| Miami Dolphins                                                                             | 2     | 3           | 5          | 13. Januar 1974  |
| Los Angeles Rams (St. Louis Rams 1995–2015)                                                | 2     | 3           | 5          | 13. Februar 2022 |
| Philadelphia Eagles                                                                        | 2     | 3           | 5          | 9. Februar 2025  |
| Indianapolis Colts (Baltimore Colts 1953–1983)                                             | 2     | 2           | 4          | 4. Februar 2007  |
| Baltimore Ravens                                                                           | 2     | 0           | 2          | 3. Februar 2013  |
| Tampa Bay Buccaneers                                                                       | 2     | 0           | 2          | 7. Februar 2021  |
| Seattle Seahawks                                                                           | 1     | 2           | 3          | 2. Februar 2014  |
| Chicago Bears                                                                              | 1     | 1           | 2          | 26. Januar 1986  |
| New Orleans Saints                                                                         | 1     | 0           | 1          | 7. Februar 2010  |
| New York Jets                                                                              | 1     | 0           | 1          | 12. Januar 1969  |
| Buffalo Bills                                                                              | 0     | 4           | 4          |                  |
| Minnesota Vikings                                                                          | 0     | 4           | 4          |                  |
| Cincinnati Bengals                                                                         | 0     | 3           | 3          |                  |
| Carolina Panthers                                                                          | 0     | 2           | 2          |                  |
| Atlanta Falcons                                                                            | 0     | 2           | 2          |                  |
| Arizona Cardinals                                                                          | 0     | 1           | 1          |                  |
| Los Angeles Chargers (San Diego Chargers 1961–2016)                                        | 0     | 1           | 1          |                  |
| Tennessee Titans (Houston Oilers 1960–1996)                                                | 0     | 1           | 1          |                  |

## Pokale und Ehrungen
Der Siegerpokal des Super Bowl ist die Vince Lombardi Trophy. Sie ist nach Vince Lombardi benannt, dem Trainer der Green Bay Packers, die als erste Mannschaft den Super Bowl gewann. Er wird exklusiv von Tiffany & Co. für 25.000 US-Dollar angefertigt.
Gegen Ende des Spiels wird der wertvollste Spieler (MVP) des Super Bowl mit einem Extra-Preis, der Pete Rozelle Trophy – benannt nach dem ehemaligen NFL-Commissioner Pete Rozelle – geehrt.
Für die Mitglieder des siegreichen Teams werden außerdem aus Gold und Diamanten bestehende Ringe, sogenannte Super-Bowl-Ringe, angefertigt. Nachahmungen dieser Ringe sind in Sammlerkreisen und bei Fans sehr beliebt.

## Werbung und Reichweite
Im Durchschnitt sehen 90 Millionen Nordamerikaner den Super Bowl, mit Spitzenwerten von bis zu 140 Millionen.
Die Werbespots werden teilweise mit hohem Aufwand extra für den Super Bowl produziert und haben einen ungewöhnlich hohen Stellenwert. Sie gehören ebenso wie die Diskussionen über das Spiel zum üblichen Gesprächsstoff der Zuschauer.
30 Sekunden Werbezeit während der Übertragung kosteten (Angaben in heutigen Preisen)
zu Beginn der Fernsehübertragung 1967 280.000 US-Dollar,
2009 3,8 Millionen US-Dollar,
2015 4,7 Millionen US-Dollar,
2017 5,5 Millionen US-Dollar.

## Austragungsdatum
Infolge der Verlängerung der Regular Season ab 2021 findet der Super Bowl seit 2022 am zweiten Sonntag im Februar statt. Zuvor wurde der Super Bowl an einem Sonntag zwischen 9. Januar und 7. Februar ausgetragen: Von 1967 bis 1982 am 2. oder 3. Sonntag im Januar, von 1979 bis 1993 am letzten oder vorletzten Sonntag im Januar, von 1990 bis 2001 sowie 2003 am letzten Sonntag im Januar, von 2004 bis 2021 sowie 2002 am ersten Sonntag im Februar.

## Medienberichterstattung
Im amerikanischen Fernsehen wurde der Super Bowl bisher von allen großen Networks übertragen.
| Network  | Anzahl der Übertragungen | Jahr der Übertragung | geplante Übertragungen |
| -------- | ------------------------ | --- | ---------------------- |
| ESPN/ABC | 7                        | 1985, 1988, 1991, 1995, 2000, 2003, 2006                                                                                           | 2027 und 2031          |
| Fox      | 11                       | 1997, 1999, 2002, 2005, 2008, 2011, 2014, 2017, 2020, 2023, 2025                                                                   | 2029 und 2033          |
| NBC      | 20                       | 1967, 1969, 1971, 1973, 1975, 1977, 1979, 1981, 1983, 1986, 1989, 1993, 1994, 1996, 1998, 2009, 2012, 2015, 2018, 2022             | 2026, 2030 und 2034    |
| CBS      | 22                       | 1967, 1968, 1970, 1972, 1974, 1976, 1978, 1980, 1982, 1984, 1987, 1990, 1992, 2001, 2004, 2007, 2010, 2013, 2016, 2019, 2021, 2024 | 2028 und 2032          |

Der erste Super Bowl 1967 wurde von CBS und NBC gleichzeitig übertragen. Beide Networks nutzten das gleiche Bild, hatten aber unterschiedliche Kommentatoren.
Im freien deutschen Fernsehen wird der Super Bowl seit 1988 übertragen. Zunächst auf Tele 5, ab 1993 im DSF. Von 1999 bis 2003 erfolgte die Übertragung durch Sat.1, 2004 und 2005 lief er unverschlüsselt auf Premiere und von 2006 bis 2011 sendete Das Erste. Ab 2012 war die ProSiebenSat.1-Media-Gruppe wieder im Besitz der Übertragungsrechte. Die Übertragungen erfolgten 2012 bis 2017 auf Sat.1 und ab 2018 auf ProSieben.
Von 2024 bis 2028 wird die Free-TV-Übertragung im deutschsprachigen Raum von RTL übernommen.
Von 1992 bis 2003 wurde der Super Bowl, mehrere Jahre mit amerikanischem Originalton, auch im Pay-TV auf Premiere übertragen. Auch der kostenpflichtige Streaming-Dienst DAZN überträgt den Super Bowl seit 2017.